# Eusebi de Roma
Eusebi de Roma (Roma, començament del segle IV - c. 357) fou un prevere romà. És venerat com a sant per diferents confessions cristianes. Només se sap que Eusebi era un prevere a Roma, de família patrícia. És esmentat als martirologis antics; el de Martirologi d'Usuard el cita com a confessor a Roma sota el regnat de Constanci II i diu que fou sebollit a les catacumbes de Cal·lixt. Altres martirologis diuen que era màrtir.

## Llegenda
Les "Acta Eusebii", descobertes en 1479, diuen que quan Constanci II permeté al papa Liberi I de tornar a Roma a canvi que acceptés alguns postulats arrians, Eusebi va defensar l'ortodòxia i el credo de Nicea i va predicar en contra del papa i de l'emperador, dient-los herètics. El partit ortodox fou prohibit i exclòs de les esglésies, i Eusebi va seguir fent missa a casa seva, per la qual cosa fou detingut i empresonat, morint-hi set mesos després. Els preveres Gregori i Orosi van enterrar-lo a les catacumbes de Cal·lixt amb la inscripció "Eusebio homini Dei". Les actes, però, són una falsificació en tot o en part, i no responen als fets històrics.
L'església de Sant'Eusebio a l'Esquilí de Roma fou dedicada a ell i edificada, segons la tradició, al lloc on havia viscut. Ja existia al 498 i fou reedificada per Zacaries I. Havia estat església dels celestins i Lleó XII la va donar als jesuïtes.